# 클라이브 해밀턴
클라이브 찰스 해밀턴(영어: Clive Charles Hamilton, 1953년 3월 12일 ~ )는 오스트레일리아의 지식인이자 응용 철학 및 공공 윤리 센터(Centre for Applied Philosophy and Public Ethics, CAPPE) 소속 교수이며 찰스 스터트 대학교의 공공 윤리 부총장이다.
해밀턴은 오스트레일리아 정부의 기후 변화 권한 이사회의 회원이며 오스트레일리아 연구소의 설립자이자 전직 집행이사이다. 2009년 6월 8일에는 "기후 변화, 지속 가능성 및 사회 동향 분야에서 공공 토론과 정책 개발에 대한 봉사"에 관한 공로를 인정받아 오스트레일리아 훈장을 받았다.

## 교육 및 교수 경력
해밀턴은 1975년에 오스트레일리아 국립 대학교에서 역사, 심리학, 순수 수학 학사 과정을 졸업했다. 1979년에 시드니 대학교에서 경제 학사 학위를 취득한 이후에 해외 영연방 대학원 학자로 활동했다. 1984년에는 영국 서식스 대학교 산하 개발 연구소에서 대한민국의 발전에 대한 일반적인 균형 모델에 관한 논문을 통해 박사 학위를 취득했다.
1984년부터 1988년까지 오스트레일리아 국립 대학교 산하 태평양 연구소에서 박사후 연구원으로 재직했고 1986년부터 1988년까지 오스트레일리아 국립 대학교 산하 국립 개발 연구 센터의 개발 경제학 대학원 프로그램 감독으로 근무했였다. 1994년부터 1997년까지 공공 정책 수석 강사로 재직했으며 1997년부터 2002년까지 오스트레일리아 국립 대학교 공공정책연구원으로 재직했다. 2004년에는 오스트레일리아 국립 전염병인구보건센터의 방문연구원으로 재직했다.
해밀턴은 1988년부터 1990년까지 오스트레일리아 연방 산업과학자원부(현재의 생산성위원회) 산하 산업경제국의 수석 연구 경제학자로 근무했다. 1993년에는 오스트레일리아 연구소(Australia Institute)를 설립한 이후에 2008년까지 집행이사로 근무했다. 그 외에 영국 옥스퍼드 대학교 산하 옥스퍼드 우에히로 윤리 실천 센터의 학술 방문자, 옥스퍼드 마틴 스쿨의 초빙 강사, 옥스퍼드 대학교 철학 교수회의 초빙 교수로 재직했다.
해밀턴은 영국 케임브리지 대학교 클레어 홀의 종신 회원이며 케임브리지 대학교 토지경제학과 객원 학자였다. 그 외에 미국 예일 대학교 산림환경학대학원 수석 방문연구원을 역임했다.

## 저서
해밀턴은 약 15년 동안에 걸쳐 기후 변화와 관련된 정치 문제를 주제로 한 글을 썼다. 그의 저서 《종들을 위한 레퀴엠》(Requiem for a Species, 2010년)은 기후 변화 부정과 그 의미를 탐구한다. 그의 초기 저서인 《스코처》(Scorcher, 2007년)와 《폭풍으로부터 도망치다》(Running from the Storm, 2001년)은 특히 교토 의정서와 관련하여 오스트레일리아 정부의 노력에 비판적이었다. 해밀턴의 기후 변화에 대한 일반적인 견해는 "세계는 매우 불쾌한 미래로 가고 있으며 그것을 멈추기에는 너무 늦었다"는 것이다. 해밀턴은 다른 것을 믿는 것은 기후 변화의 진실을 부정하고 희망 사항에 참여하는 것이라고 주장한다.
해밀턴은 소비주의, 과소비와 관련한 책을 여러 권 저술했다. 오스트레일리아에서 베스트셀러가 된 《성장 페티시》(Growth Fetish, 2003년)는 경제 성장에 대한 무분별한 추구가 페티시가 되었고 이것이 행복 수준의 실질적인 향상으로 이어지지 않았음을 시사한다. 또한 경제 성장보다 웰빙을 중시하는 정치를 옹호한다. 해밀턴은 《어플루엔자》(Affluenza, 2005년)에서 현대 소비자 생활의 얕음을 탐구하면서 이러한 테마가 개인적인 수준에서 어떻게 전개되는지를 설명한다. 《무엇이 남았습니까?》(What's Left?, 2006년)에서는 "삶의 의미를 빼앗아간" 자유 시장의 파괴의 형태로 새로운 형태의 "외계 및 착취"가 출현하고 있다고 주장한다. 《자유 역설》(The Freedom Paradox, 2008)은 선진 소비자 자본주의의 성격과 결과와 관련이 있는데 해밀턴은 "시장의 자유"가 야기하는 "도덕적 문제"에 대한 도전으로 작용할 "세속 이후의 윤리" 체계를 제안한다.
해밀턴은 여러 권의 정치 서적도 저술했다. 2007년에는 세라 매디슨과 함께 오스트레일리아 정부의 여론 통제를 폭로한 《침묵하는 반대파》(Silencing Dissent)를 출간했다. 2018년에는 오스트레일리아의 정치와 시민 사회에 대한 중국 공산당의 영향력 행사를 고발한 《중국의 조용한 침공》(Silent Invasion)을 출간했고 2020년에는 서방 세계에 대한 중국 공산당의 영향력 행사를 고발한 《보이지 않는 손》(Hidden Hand)을 출간했다.

## 같이 보기
- 생태경제학
- 윤리학